# Bei der Buche
Bei der Buche ist eine landschaftsarchitektonische Installation der Landschaftsarchitektin und Fotografin Karina Raeck auf dem Wartberggelände in Stuttgart.
Die Baumkrone einer hohen, mächtigen Blutbuche wird durch einen Kreis von Steinthronen und Thronfragmenten auf der Erde nachgezeichnet. „Diese »versteinerten Wächter«, Observatorien über eine historische Landschaft … sollen den verloren gegangenen Dialog in unserer Zeit zwischen Gebautem und Gewachsenem wieder lebendig werden lassen.“ (Karina Raeck)
Die Kunststation Bei der Buche ist eine der Kunststationen, die zur Internationalen Gartenbauausstellung 1993 (IGA ’93) in der Parklandschaft des Grünen U in Stuttgart errichtet wurden und nach der Ausstellung erhalten blieben.
Hinweis: Ziffern in Klammern, z. B. (12), verweisen auf die entsprechenden Nummern im Plan des Wartberggeländes.

## Lage

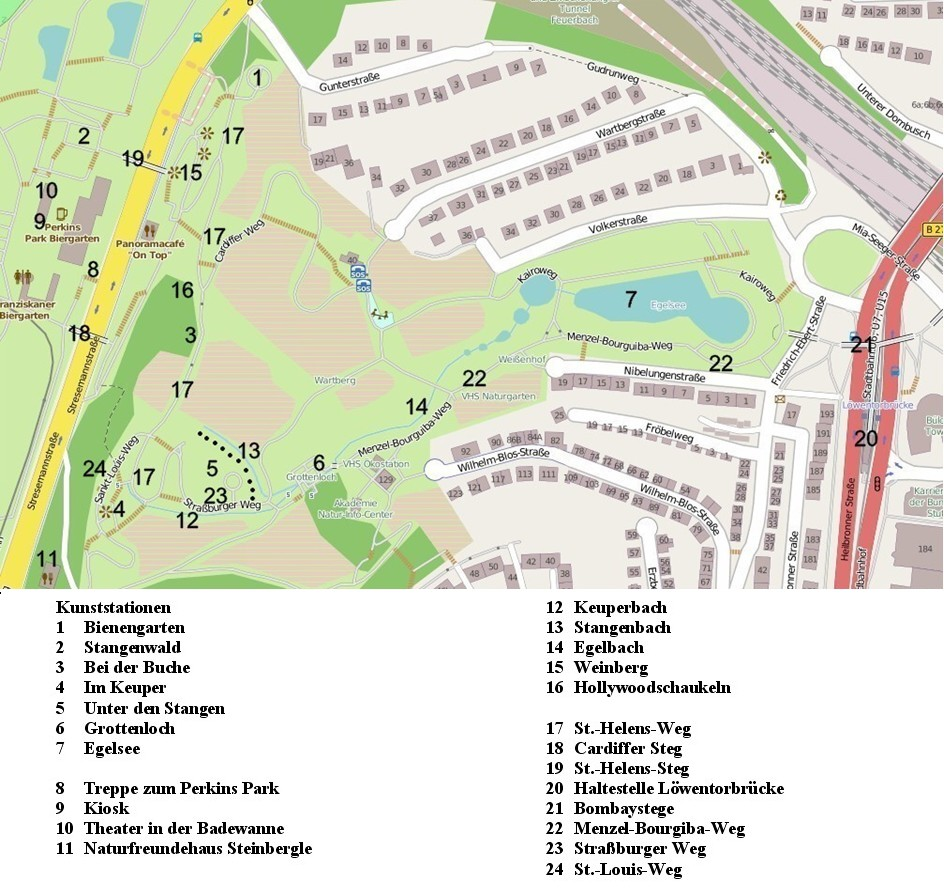
Plan des Wartberggeländes.

Die Kunststation Bei der Buche (3) liegt am St.-Helens-Weg (17) auf dem Wartberg in Stuttgart. Weiter südlich trifft man auf die Kunststation Im Keuper (4).
Der Wartberg liegt im Stuttgarter Stadtbezirk Stuttgart-Nord und fungiert innerhalb des Grünen U, einer geschlossenen Grünanlage von acht Kilometern Länge, als Bindeglied zwischen dem Leibfriedschen Garten und dem Rosensteinpark im Osten und dem Höhenpark Killesberg im Westen.

## Zugang
Die Kunststation kann man u. a. auf den folgenden Wegen erreichen (Weg 1 und 2 sind auch für Behinderte geeignet):
1. Von der Stadtbahn haltestelle Löwentorbrücke (20) aus begibt man sich zur Wartbergstraße, folgt dieser bis zum Vereinsheim am Egelsee, dann dem Cardiffer Weg bis zur Einmündung in den St.-Helens-Weg (17), der links zur Kunststation führt.
2. Vom Höhenpark Killesberg gelangt man über den St.-Helens-Steg (19) rechts über den St.-Helens-Weg (17) zur Kunststation.
3. Von der Stadtbahnhaltestelle Löwentorbrücke aus folgt man dem Aufgang zu den Bombaystegen (21), geht rechts auf dem Kairoweg entlang dem Egelsee (7) zum Wasserspielplatz und vorbei am Vereinsheim am Egelsee auf dem Cardifferweg. An der Rechtskehre geht man geradeaus weiter durch die Wiese, vorbei an einem Rastplatz mit fünf Bankgruppen und einer Scheinzypresse. Von dort führt eine ehemalige Steinstaffelspur zu einer Bastionsmauer, die der Kunststation vorgelagert ist.

## Beschreibung

### Von der Scheinzypresse zur Blutbuche
Man kann sich der Kunststation von der Seite her bequem auf dem St.-Helens-Weg nähern (Zugang, Weg 1 oder 2), beeindruckender aber ist es, wenn man den Weg von der Scheinzypresse zur Kunststation wählt (Zugang, Weg 3). Diesen Weg, der einen ca. 20 m ansteigenden Wiesenhang hinaufführt, hat Karina Raeck selbst beschrieben:

„Das eigentliche ‚Buchenheiligtum‘ wird erst durch den axialen Dialog einer Steinstaffelspur zwischen der Buche und der am Hangende stehenden Scheinzypresse hervorgehoben. Gerade für das Maß eines Einzelgängers gedacht, taucht die Steinstaffelspur als historisches Relikt der ehemaligen Weinhänge am Fuße der Zypresse auf und führt den Wiesenhang hinauf durch die sich öffnende Bastionsmauer, über den Platz hinweg durch ein ‚Eibentor‘ – und verliert sich allmählich im Erd- und Laubreich der Buche.“

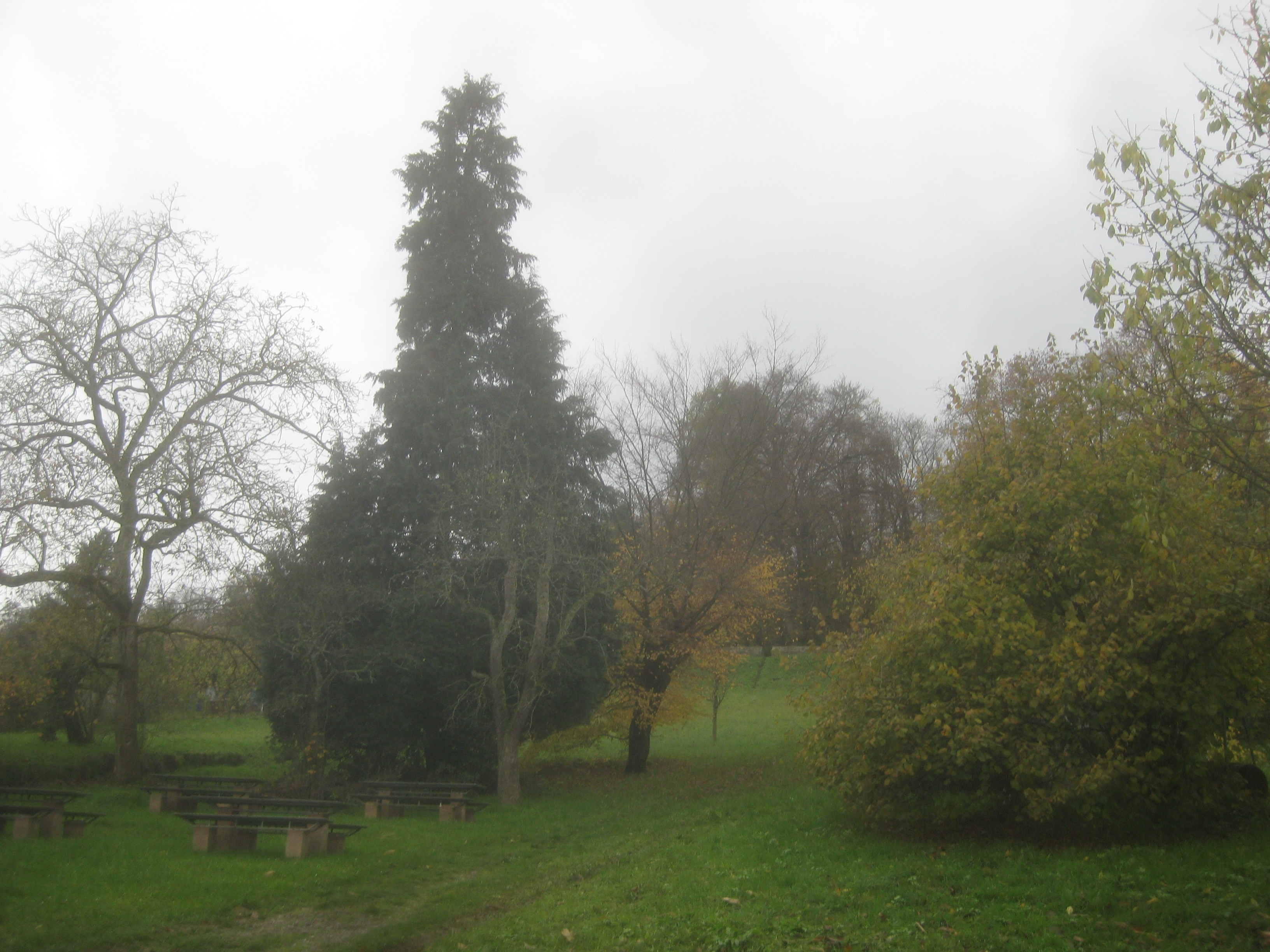
Blick von der Scheinzypresse (vorne links) zur Bastionsmauer und der Blutbuche (hinten Mitte).
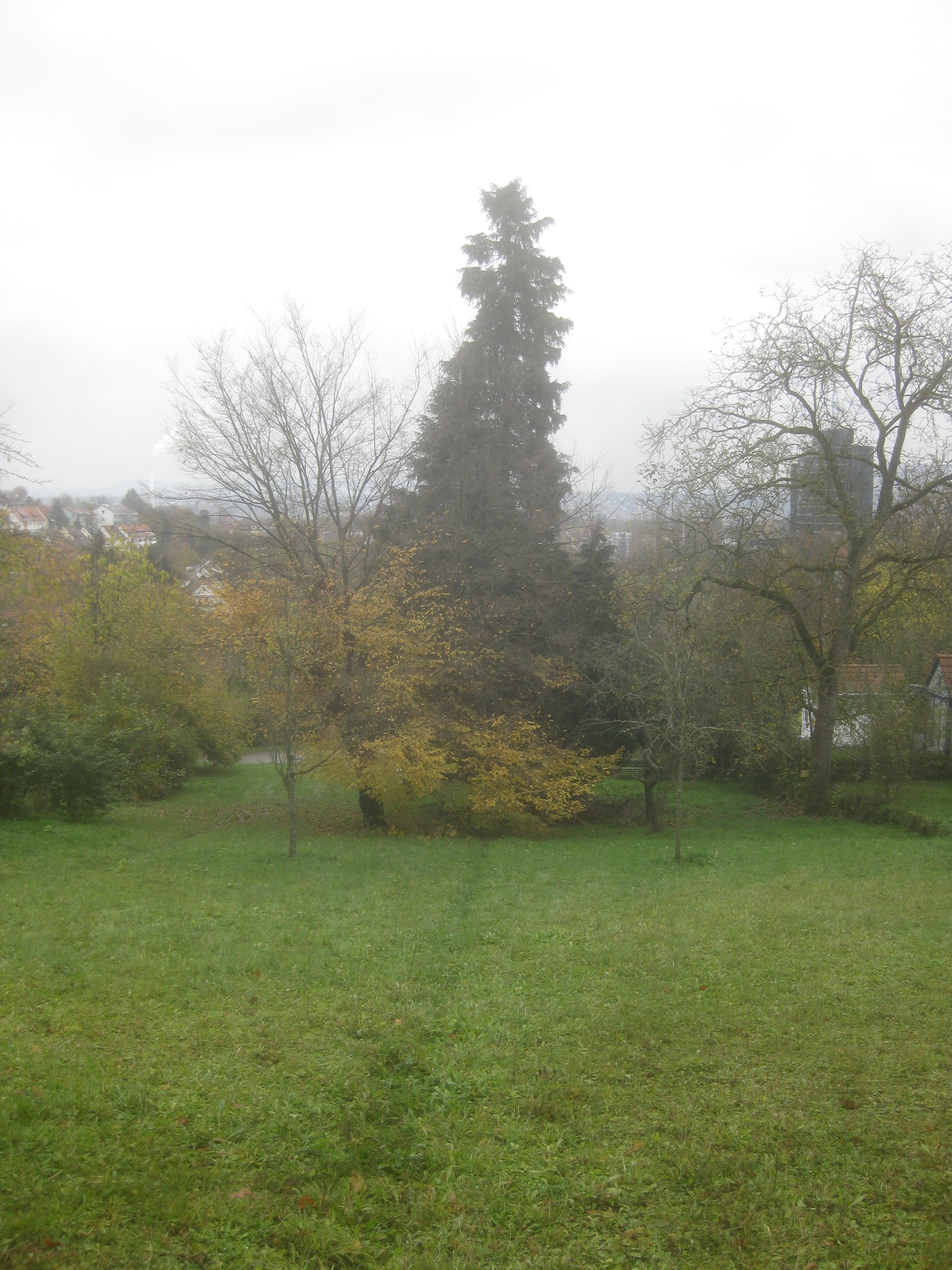
Scheinzypresse mit Steinstaffelspur.
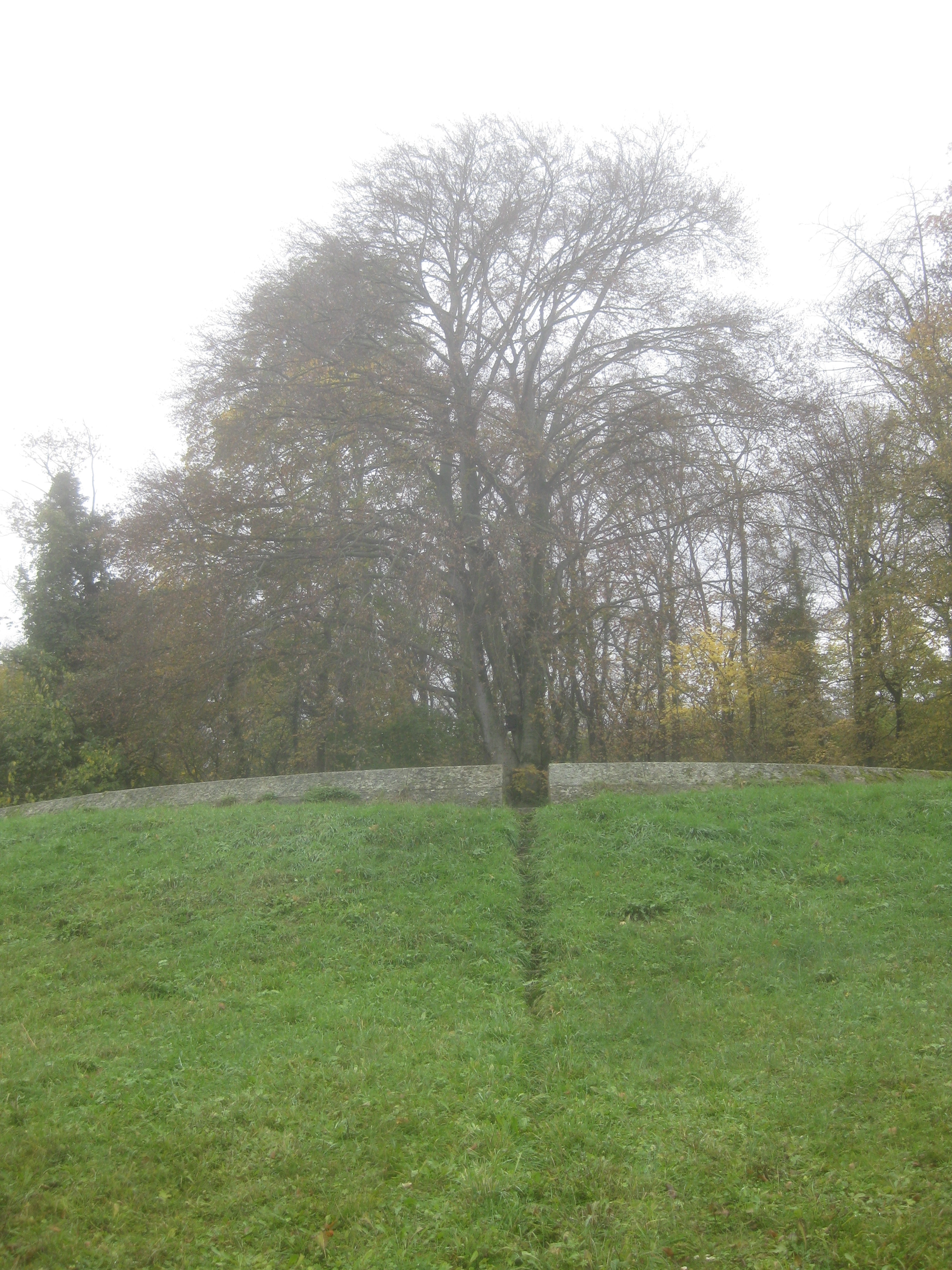
Steinstaffelspur, Bastionsmauer, Blutbuche.
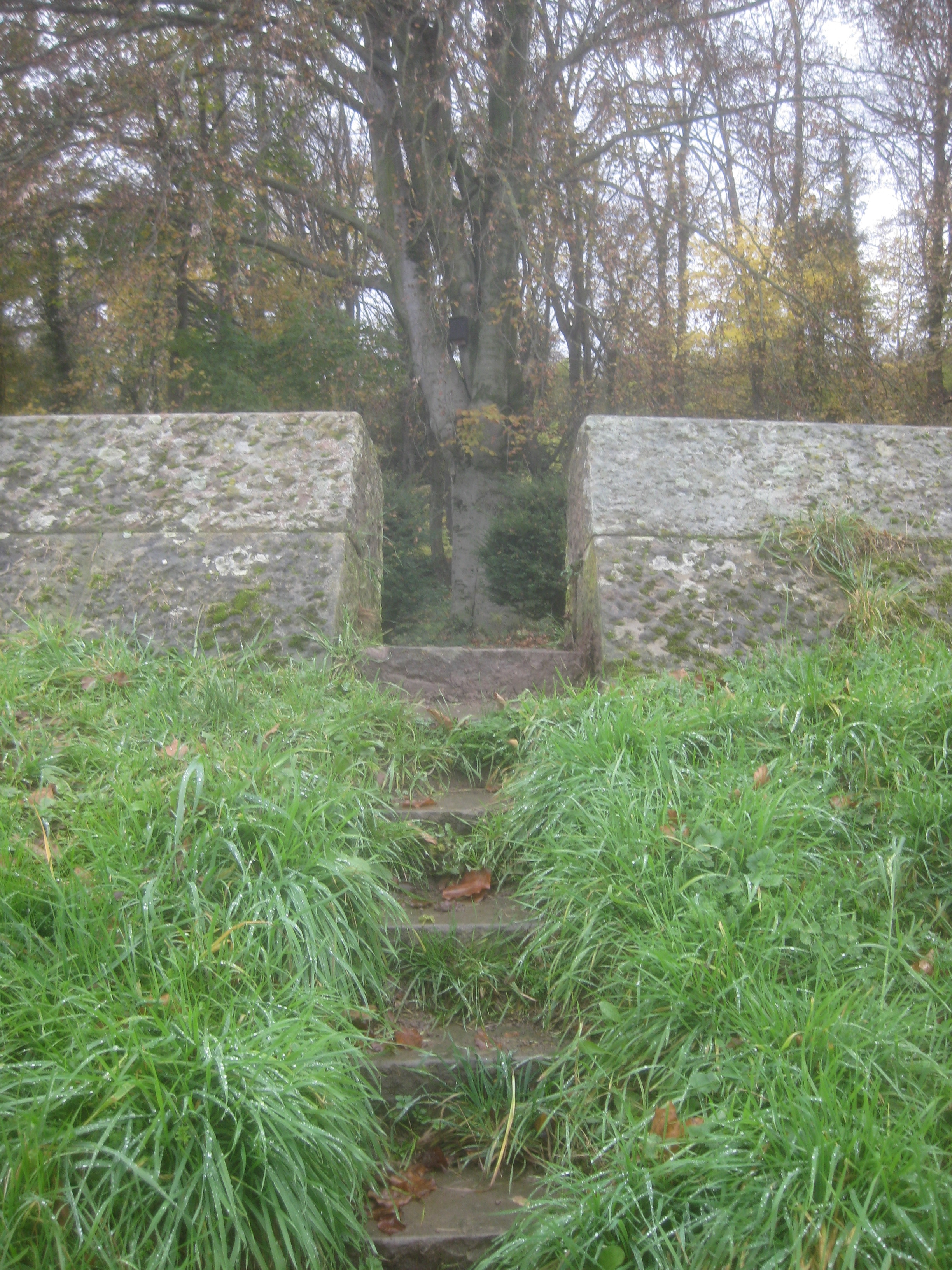
Relikte der Steinstaffel, Bastionsmauer, Eibentor, Blutbuche.

Nach den ursprünglichen Plänen der IGA-Planungsgruppe um Hans Luz sollte „die Achse der Brücke [Löwentorbrücke] … über eine langgezogene, abwechslungsreiche, unterschiedlich breite Wiese auf die Blutbuche ausgerichtet“ werden. Der Plan scheiterte am Einspruch der Ökologen, gegen den sich die Planungsgruppe nicht durchsetzen konnte: „Aber für uns Planer war und ist der Wegfall einer optisch wahrnehmbaren großen Wiese zur Blutbuche und ein kompliziertes Wegesystem … immer noch ein betrüblicher Abstrich an unserer Grundkonzeption.“ Die Besucher des Wartbergs müssen daher auf die panoramische Sicht auf die Blutbuche verzichten und umständlich den Weg zur Scheinzypresse suchen und – wenn sie gut zu Fuß sind – von dort aus den Hang zur Blutbuche hinaufkraxeln.

### Die Throne
Einige Stufen der Steinstaffel, die den ehemaligen Weinhang hinaufführte, haben die Zeitläufte überstanden und führen auch heute noch bis zu einem Durchbruch in der Bastionsmauer, hinter der sich eine Aussichtsplattform befindet. Von dort gelangt man quer über einen gepflasterten Weg zum „Eibentor“, einem Durchgang zur Blutbuche, der von zwei Eibensträuchern flankiert wird. Zu beiden Seiten des Eibentors reihen sich Steinthrone in einem großen Kreis, der den Umriss der Buchenkrone auf dem Erdreich nachzeichnet – wie eine Artusrunde im Freien, mit einer Wiese als Tisch und der Blutbuche als Gral in der Mitte, die Throne jedoch nach außen gekehrt, da sie als Wächter die Blutbuche schützen sollen.
Die wuchtigen Throne, die sich am St.-Helens-Weg zwischen Eibenbüschen reihen, gleichen eher tiefen, breiten Sesseln als hohen Thronen. Sie sind aus rohen, unbehauenen Kalksteinen zusammengebaut, die ihnen ein archaisches Aussehen verleihen. Abseits vom Weg degenerieren die nun eher sporadisch gesetzten Throne teilweise zu Fragmenten ihrer selbst und mutieren zu Hockern oder unförmigen Steintürmen.
Hinter dem Thronkreis stützt eine breite Trockenmauer den Hang, der sich dort zur Stresemannstraße hin fortsetzt. Etwas abseits des Kreises stolpert man fast über einen künstlichen, steinernen Baumstumpf: die Lyrikstation stabat mater purpurea mit einem Gedicht von Ulrich Zimmermann, das die Blutbuche besingt, die nicht das Schicksal ihrer von einem Orkan gefällten Schwestern teilen musste.

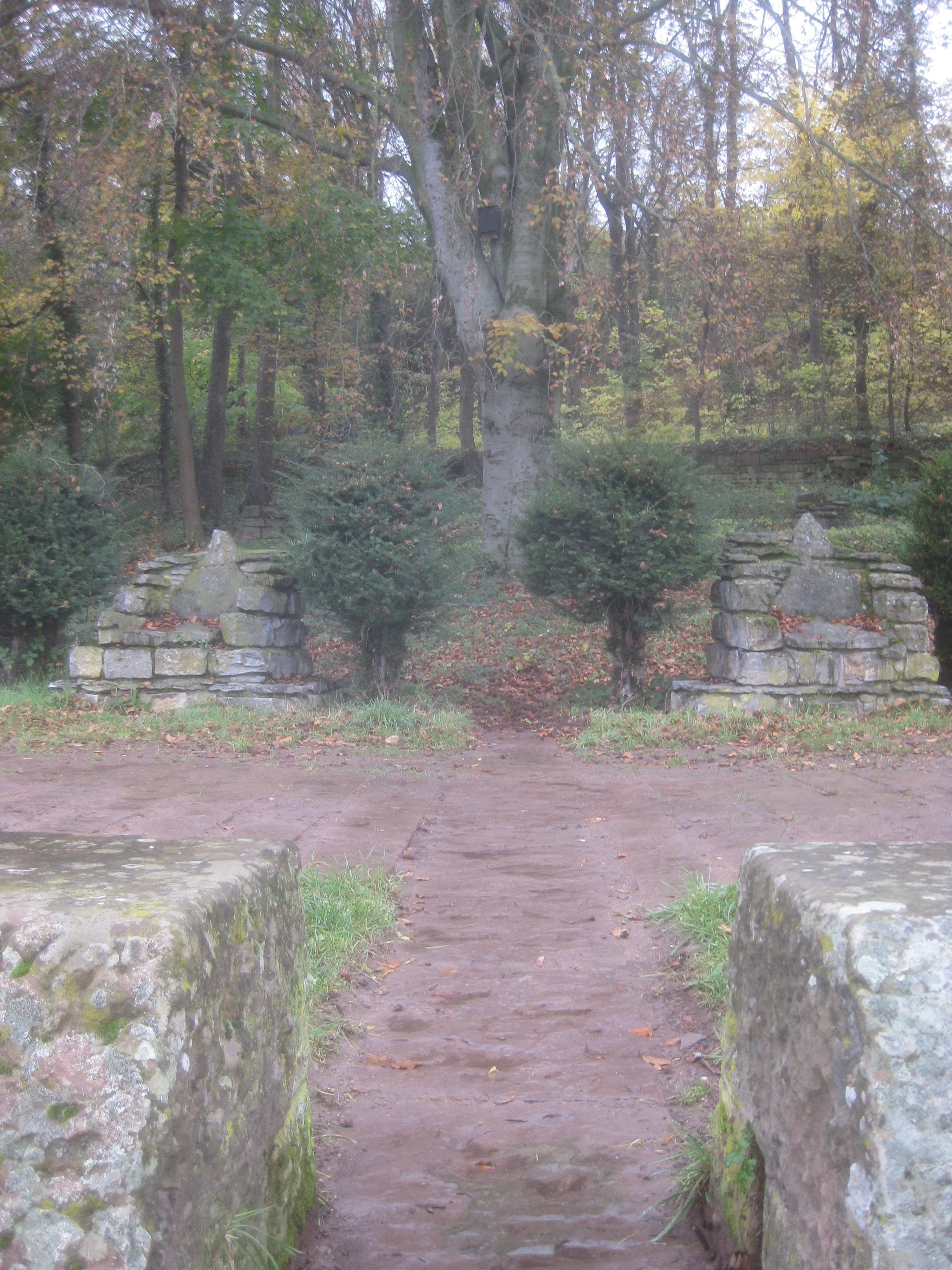
Bastionsmauer, „Eibentor“ mit zwei Steinthronen, Blutbuche.
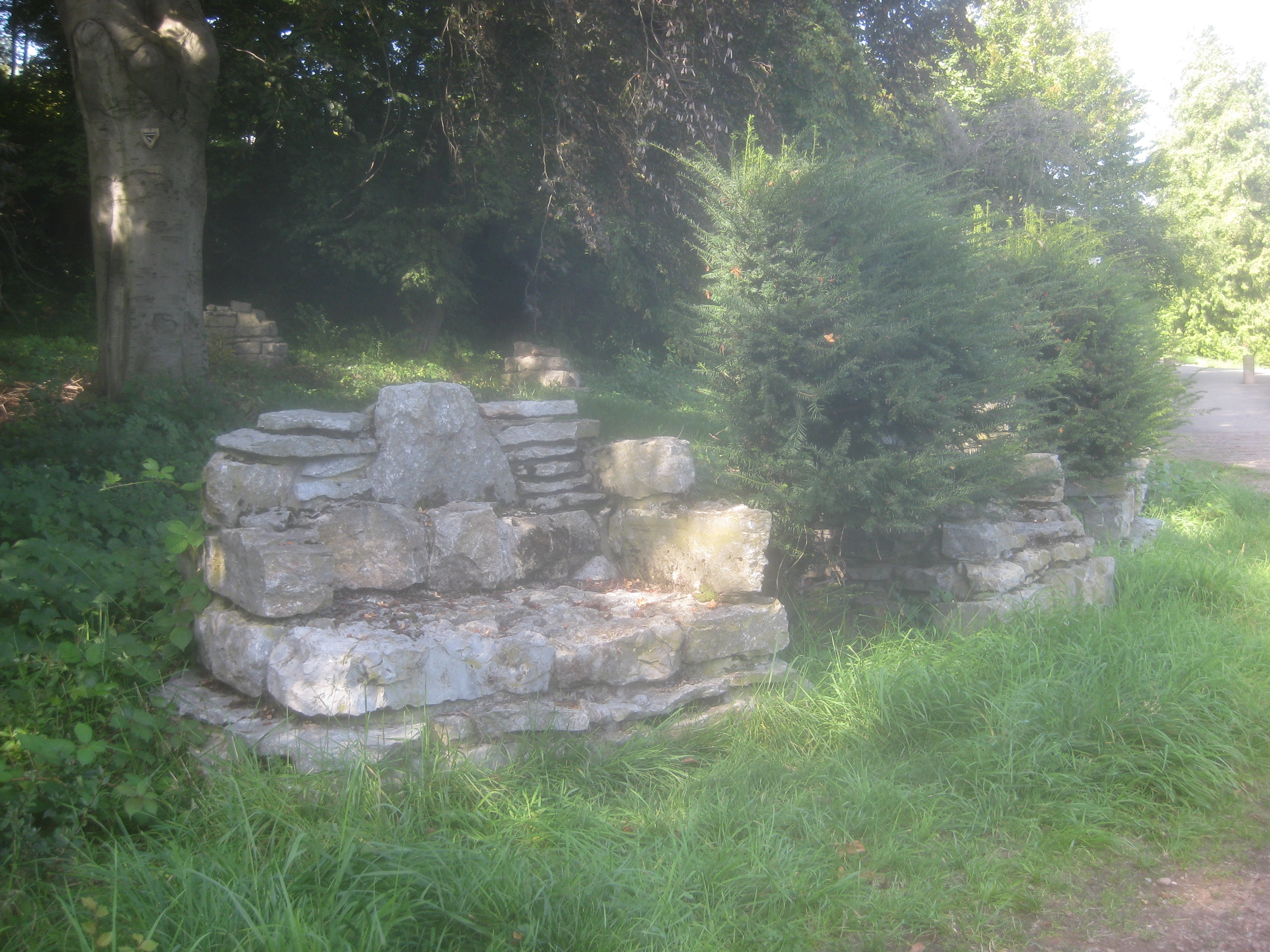
Throne am St.-Helens-Weg.
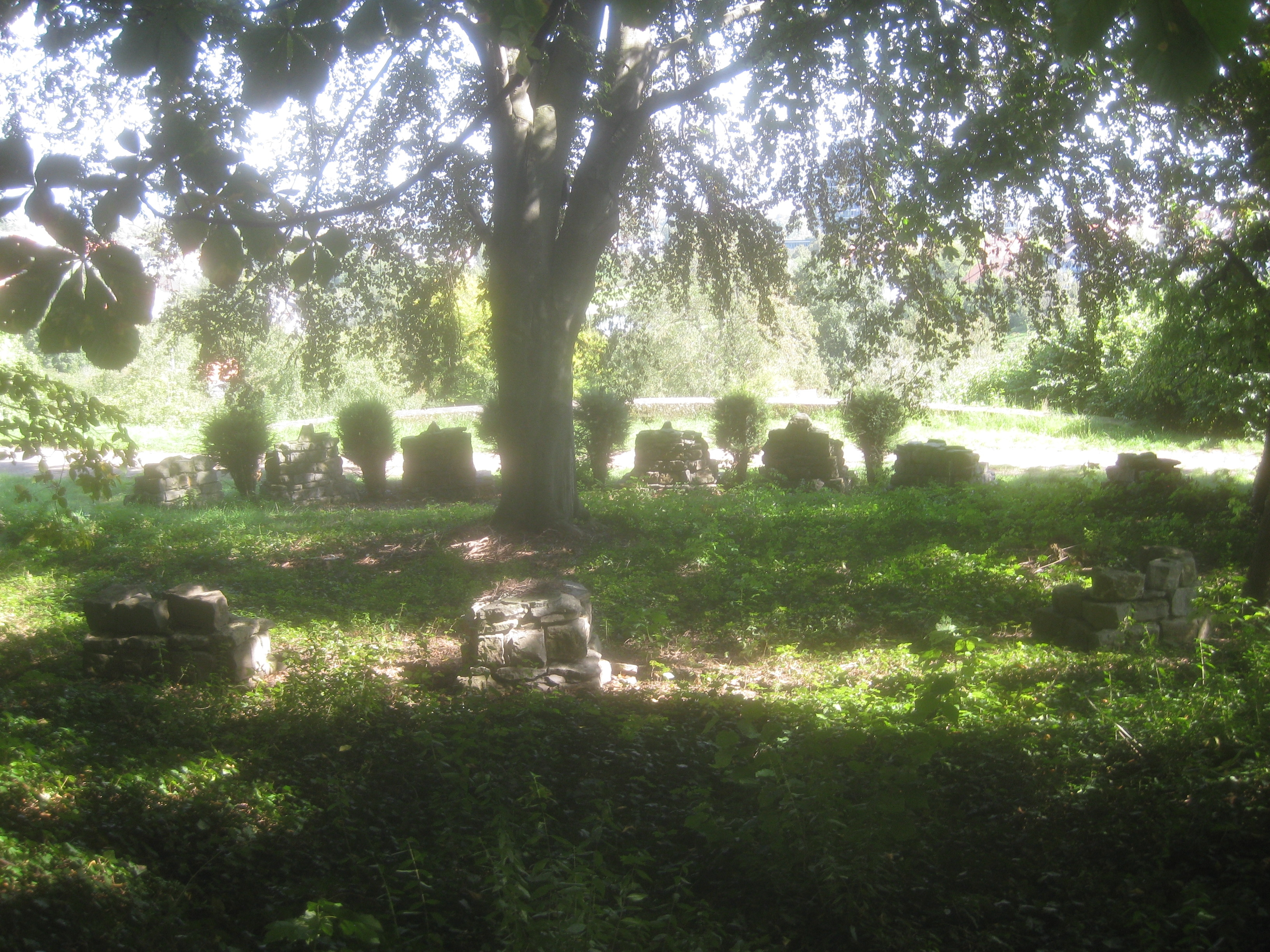
Blick von hinten auf den Thronkreis.
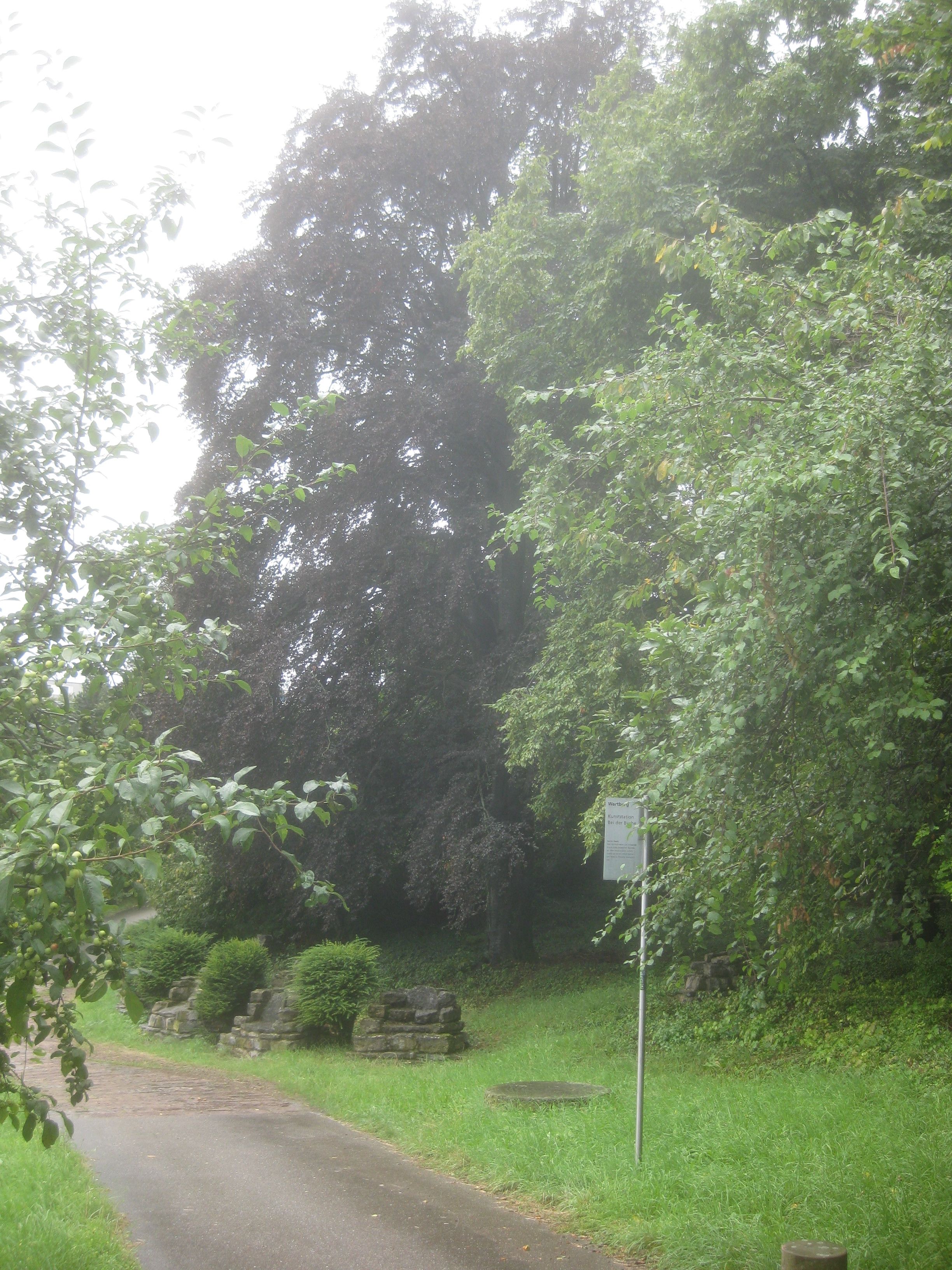
Blutbuche mit Thronen am St.-Helens-Weg, zwischen Thronen und Hinweisschild: Lyrikstation.
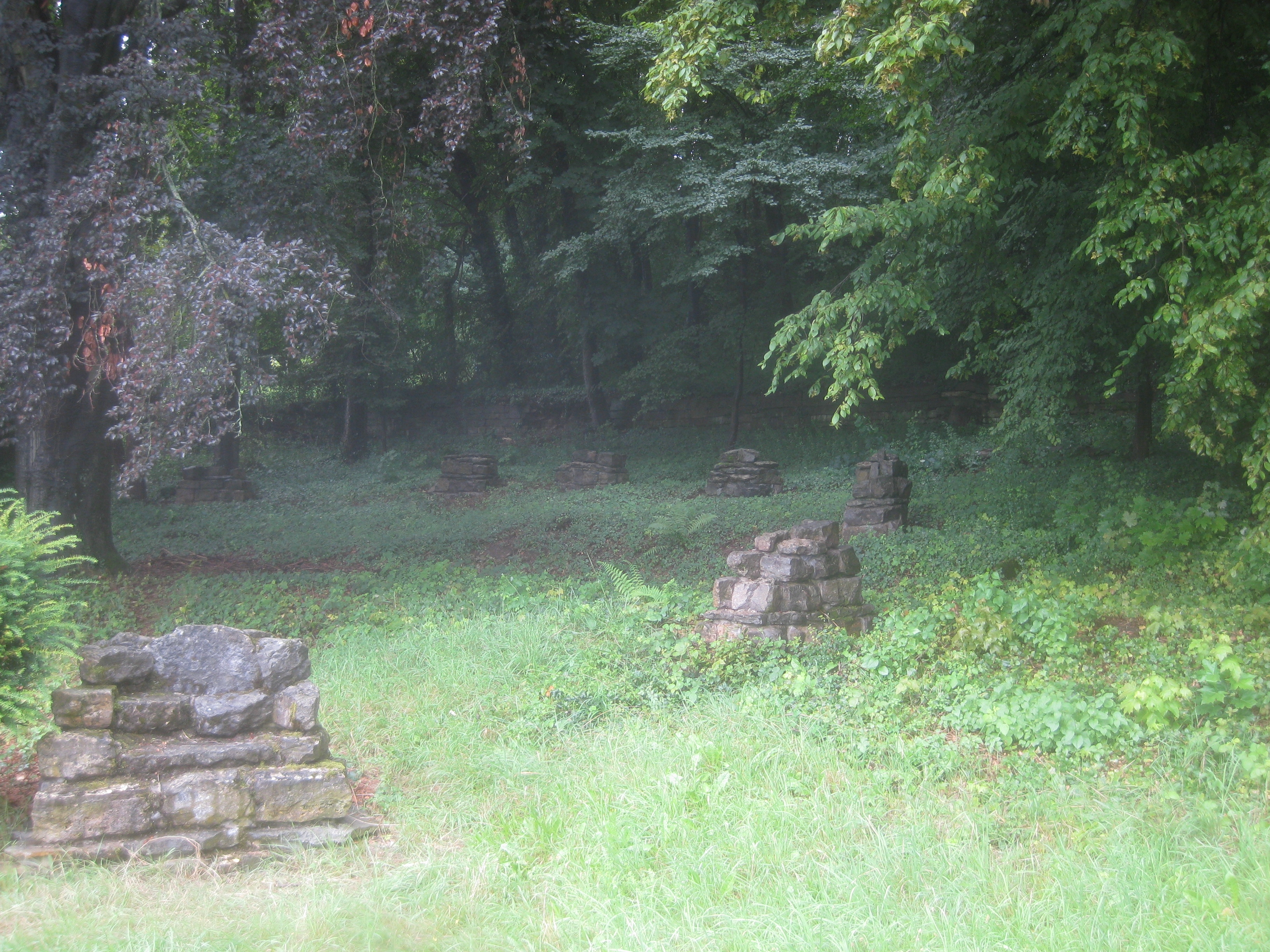
Throne und Trockenmauer (hinten).

## Konzept
Karina Raeck legte ihrer Installation folgende Überlegungen zu Grunde:
- Die Buche, der die Rolle der Mutter unter den Bäumen zugeschrieben wird, strahlt seit eh und je eine mystische Faszination auf den Menschen aus. Die Station Buche zu einem „Buchenheiligtum“ zu erheben, möchte dieses verschollene Bewusstsein wieder in Erinnerung bringen. Die Buche als Zentrum und tragende Säule zwischen Himmel und Erdreich hat ihren „kultischen Raum“ bereits über eine Unendlichkeit von Zeit selbst geschaffen. Der Mensch kann ihn nur noch abschreiten und, der Gesetzmäßigkeit dieses Baumes entsprechend, durch räumliches und inhaltliches Hervorheben und Vertiefen des bereits Vorhandenen bewusst werden lassen […].
- Dem äußeren Radius der Buchen-Baumkrone folgend, entstand ein Kreis archaischer Throne und sich im Walddickicht wieder auflösender überwucherter Mauerfragmente, die das „Buchenheiligtum“ darstellen.
- Diese „versteinerten Wächter“, Observatorien über eine historische Landschaft, die den Betrachter über die kuppelgedeckte Rotunde des württembergischen Mausoleums hinweg urplötzlich in ein anderes Jahrhundert versetzen, sollen den verlorengegangenen Dialog in unserer Zeit zwischen Gebautem und Gewachsenem wieder lebendig werden lassen.